# Dayr al-Gabrawi
Deir el-Gabrawy è un villaggio dell'Alto Egitto, sito sulla riva orientale del Nilo, ad ovest della cittadina di Manfalut, nel Governatorato di Asyut.
Durante la VI dinastia, i Nomarchi del XII Nomo dell'Alto Egitto vennero qui sepolti in tombe rupestri. Dato il periodo storico, particolarmente tumultuoso per la storia dell'Egitto e che sfocerà nel Primo Periodo Intermedio, alcuni nomarchi si fregiarono del titolo di "Signore Supremo del nomo abidico" controllando una vasta area del Paese che si estendeva dall'VIII al XIII nomo dell'Alto Egitto. Particolare interesse suscita il fatto che i dipinti della tomba rupestre di uno di tali nomarchi, Ibi, siano identici a quelli di una tomba della Necropoli tebana, la TT36, il cui titolare, Primo amministratore dei possedimenti della Adoratrice del Dio, recava lo stesso nome.     